# WIN-Charta

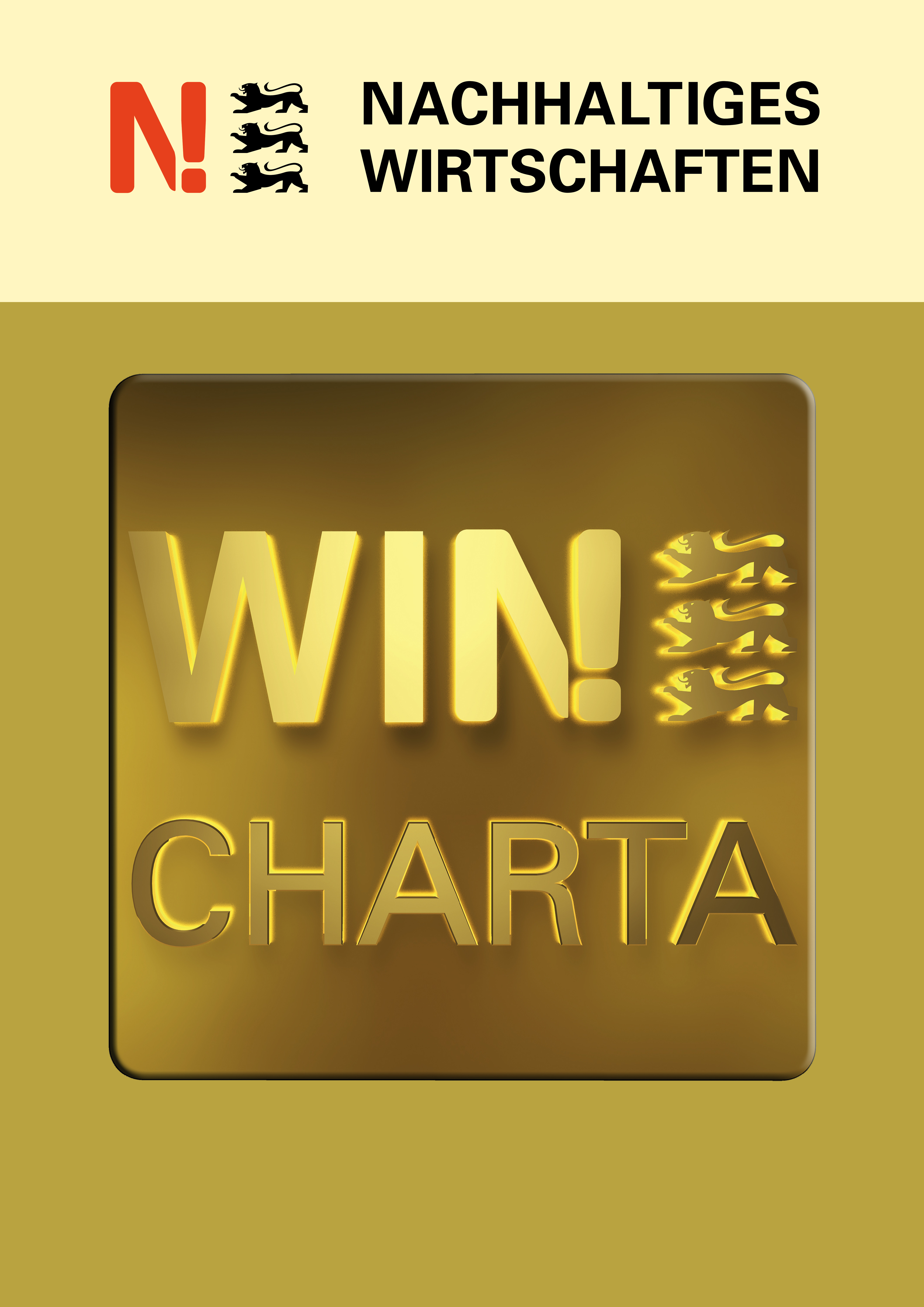
Das Logo der WIN-Charta

Die WIN-Charta des Landes Baden-Württemberg ist bislang bundesweit das einzige Nachhaltigkeitsmanagement-System speziell für kleine und mittlere Unternehmen (KMU). Sie stellt eine freiwillige Selbstverpflichtung zur Nachhaltigkeit dar. Unter anderem will die WIN-Charta dazu beitragen, den Nachhaltigkeitsgedanken in allen Branchen der baden-württembergischen Wirtschaft zu verbreiten und zu verankern. Mit der Unterzeichnung der WIN-Charta geben die Unternehmen ein klares Bekenntnis zu ihrer ökonomischen, ökologischen und sozialen Verantwortung ab. Die WIN-Charta zeichnet sich durch gute Umsetzbarkeit, hohe Transparenz und den besonderen Ansatz der Steigerung der Nachhaltigkeit vor Ort aus.

## Geschichte
Die WIN-Charta geht auf Anregungen des Initiativkreises der Wirtschaftsinitiative Nachhaltigkeit der Nachhaltigkeitsstrategie des Landes Baden-Württemberg zurück. Sie wurde im Mai 2014 im Rahmen einer feierlichen Erstunterzeichnung mit 38 unterzeichnenden Unternehmen ins Leben gerufen. Seit Mai 2016 ist die Weiterentwicklung der WIN-Charta im Koalitionsvertrag zwischen Bündnis 90/Die Grünen Baden-Württemberg und der CDU Baden-Württemberg des Kabinett Kretschmann II verankert.

## Die zwölf Leitsätze
Die WIN-Charta besteht aus zwölf Leitsätzen, die inhaltlich die Aspekte der Nachhaltigkeit (Ökonomie, Ökologie und Soziales) abdecken. Diese bilden die gemeinsamen Grundwerte und sollen Orientierungspunkte für die Umsetzung der Charta im regionalen und lokalen Kontext bieten.
Die zwölf Leitsätze im Überblick:
Leitsatz 1 – Menschenrechte und Rechte der Arbeitnehmenden
"Wir achten und schützen Menschenrechte sowie Rechte der Arbeitnehmenden, sichern und fördern Chancengleichheit und verhindern jegliche Form der Diskriminierung und Ausbeutung in all unseren unternehmerischen Prozessen."
Leitsatz 2 – Wohlbefinden der Mitarbeitenden
"Wir achten, schützen und fördern das Wohlbefinden und die Interessen unserer Mitarbeitenden."
Leitsatz 3 – Anspruchsgruppen
"Wir berücksichtigen und beachten bei Prozessen alle Anspruchsgruppen und deren Interessen."
Leitsatz 4 – Ressourcen
"Wir steigern die Ressourceneffizienz, erhöhen die Rohstoffproduktivität und verringern die Inanspruchnahme von natürlichen Ressourcen."
Leitsatz 5 – Energie und Emissionen
"Wir setzen erneuerbare Energien ein, steigern die Energieeffizienz und senken Treibhausgas-Emissionen zielkonform oder kompensieren sie klimaneutral."
Leitsatz 6 – Produktverantwortung
"Wir übernehmen für unsere Leistungen und Produkte Verantwortung, indem wir den Wertschöpfungsprozess und den Produktzyklus auf ihre Nachhaltigkeit hin untersuchen und diesbezüglich Transparenz schaffen."
Leitsatz 7 – Unternehmenserfolg und Arbeitsplätze
"Wir stellen den langfristigen Unternehmenserfolg sicher und bieten Arbeitsplätze in der Region."
Leitsatz 8 – Nachhaltige Innovation
"Wir fördern Innovationen für Produkte und Dienstleistungen, welche die Nachhaltigkeit steigern und das Innovationspotenzial der baden-württembergischen Wirtschaft unterstreichen."
Leitsatz 9 – Finanzentscheidungen
"Wir handeln im Geiste der Nachhaltigkeit vor allem auch im Kontext von Finanzentscheidungen."
Leitsatz 10 – Anti-Korruption
"Wir verhindern Korruption, decken sie auf und sanktionieren sie."
Leitsatz 11 – Regionaler Mehrwert
"Wir generieren einen Mehrwert für die Region, in der wir wirtschaften."
Leitsatz 12 – Anreize zum Umdenken
"Wir setzen auf allen Unternehmensebenen Anreize zum Umdenken und zum Handeln und beziehen sowohl unsere Mitarbeitenden als auch alle anderen Anspruchsgruppen in einen ständigen Prozess zur Steigerung der unternehmerischen Nachhaltigkeit ein."

## WIN-Charta-Prozess
Durch die Unterzeichnung der WIN-Charta verpflichten sich Unternehmen öffentlich zu der in den Leitsätzen formulierten Werthaltung sowie zu individuellen aus den Leitsätzen abgeleiteten Zielen. Innerhalb von drei Monaten nach der Unterzeichnung müssen die Unternehmen ein Zielkonzept vorlegen, in dem sie ihre Ziele und beabsichtigten Maßnahmen zur Nachhaltigkeitssteigerung in ihrem Unternehmen darlegen. Die Unternehmen setzen die in ihrem jeweiligen Zielkonzept dargestellten Maßnahmen um und dokumentieren die Ergebnisse mindestens anhand qualitativer, nach Möglichkeit anhand quantitativer Indikatoren. Im Rahmen des WIN-Prozesses soll ein lokales WIN-Projekt unterstützt und so die Nachhaltigkeit im direkten Umfeld des Unternehmens gefördert werden.

## Prüfung durch Stakeholder und die Öffentlichkeit
Eine Besonderheit der WIN-Charta ist die Prüfung der Nachhaltigkeitsberichterstattung durch die Öffentlichkeit. Es entfällt ein aufwändiges und kostspieliges Prüfungsverfahren durch eine Zertifizierungsstelle oder ähnliches. Stattdessen müssen die Berichte online veröffentlicht werden und sind somit den Anspruchsgruppen jederzeit verfügbar. Dadurch wird ein direkter Dialog zwischen Unternehmen und Anspruchsgruppen befördert und der gewünschte Austausch ermöglicht.

## Besonderheiten
- Gute Umsetzbarkeit: Die WIN-Charta wurde speziell für KMUs entwickelt und bietet ein unbürokratisches und transparentes Nachhaltigkeitsmanagement.
- Lokale Verankerung: Neben der unternehmerischen Verankerung wird zusätzlich ein lokales Nachhaltigkeits-Projekt unterstützt und dadurch der regionale Mehrwert auch außerhalb der Unternehmung gesteigert.
- Prüfung durch die Öffentlichkeit: Die Berichte der WIN-Charta Unternehmen sind online frei zugänglich, die Unternehmen direkt kontaktierbar. Dies befördert das Vertrauen und den Dialog zwischen Unternehmen und Anspruchsgruppen.
- Kostenlose Teilnahme: Die Teilnahme an der WIN-Charta ist für die Unternehmen außer dem notwendigen unternehmerischen Engagements kostenfrei.

## Teilnehmende Unternehmen
Bislang haben rund 330 Unternehmen die Selbstverpflichtung unterzeichnet (Stand Dezember 2022). Die Unternehmen kommen aus vielfältigen Branchen (z. B. Maschinenbau, Automobil, Textil, Gastronomie, Gartenbau, Weinbau, Energieversorger, Handwerk, Tourismus oder Chemie) und decken Größenordnungen vom Handwerksbetrieb mit wenigen Mitarbeitern bis zum Weltkonzern mit Sitz in Baden-Württemberg ab.